# Línia evolutiva de Pichu
|  | Aquest article tracta sobre un Pokémon. Si cerqueu el futbolista, vegeu «Iván Cuéllar Sacristán». |

Aquesta línia evolutiva de Pokémon inclou Pichu, Pikachu i Raichu.

## Pichu
Pichu (ピチュー, Pichū en Japonès) és l'evolució petita d'en Pikachu i té tres evolucions (Pichu, Pikachu i Raichu). És de tipus elèctric, la seva altura és de 0,5 m i el seu pes d'1,8 kg En la Pokédex Nacional és el núm. 172, en la Pokédex Johto és el núm. 20 i a la Pokédex Hoenn el 155.

## Pikachu
Pikachu (ピカチュウ, Pikachū en Japonès) és una de les espècies que apareixen a la franquícia Pokémon. A Pokémon, és el millor amic de l'Ash Ketchum. Evoluciona de Pichu i en Raichu. A la Pokédex Nacional és el núm. 25, a la Pokédex Johto és el núm. 21 i a la Pokédex Hoenn és el 156.

### Etimologia
El seu nom és una mescla de les onomatopeies japoneses pikapika (una onomatopeia per l'espurneig elèctric) i 'chū' (una onomatopeia pels ratolins).
Pikachu és el Pokémon més popular que existeix. El de l'Ash sempre va a fora de la Poké Ball; per això és tant popular. També ho és a causa de la seva bellesa. Surt a totes les pel·lícules i videojocs, i això el fa més popular, encara, i fins i tot li dedicaren una pel·lícula: Pikachu Movie. Es pot dir que és un protagonista.
Pikachu té uns quants jocs on ell és el protagonista. De RPG només n'hi ha un: Pokémon Groc (el seu nom original: Pokémon Groc Edició Especial Pikachu), on l'has de triar per força com a Pokémon inicial. També n'hi ha d'altres, com:
- Hey you, Pikachu (Nintendo 64) - Va ser el primer videojoc de reconeixement de veu creat.
- Pokémon Channel (Gamecube) - Un videojoc original que simula canals de televisió.
- Pokémon Dash (Nintendo DS) - Carreres de Pokémon que té com a únic protagonista en Pikachu.

Però, tot i així, Pikachu, tant als de RPG com a altres, surt a tots els jocs inventats, encara que no es pugui capturar. Això s'inclou a més jocs en què apareixen diferents personatges de franquícies diferents procedència de Nintendo, com Super Smash Bros. (Nintendo 64) i Super Smash Bros. Melee.
Pikachu, juntament amb Ash, és el protagonista de la sèrie Pokémon de dibuixos animats, on acompanya l'Ash Ketchum tot arreu on vagi caminant, ja que no li agraden les Poké Balls.
Realment, a Pokémon Gold i Pokémon Plata es descobreix que Pikachu només és l'evolució mitjana de Pichu, el qual es pot aconseguir criant un Pikachu femella amb un mascle compatible (els que siguin del grup ou Camp o Terra (en anglès, Ground) o Fada (en anglès, Fairy)). També té una evolució gran, Raichu, la qual es descobrí molt abans, i que només es pot aconseguir evolucionant-lo amb una pedra tro (excepte a Pokémon Groc, si no s'ha usat el cable Link per passar-n'hi un).

### Morfologia
Pikachu és un "ratolí elèctric" de color groc que té força passió per les arboces.
Guarda electricitat a les seves galtes que allibera en els combats, en forma d'un moviment, com ara Llamp.

### Descripció
És un Pokémon rosegador que habita en diversos llocs. Les seves càrregues elèctriques es concentren en les seves galtes vermelles, que allibera quan se sent amenaçat. A causa de la seva temperatura, és un Pokémon difícil d'entrenar, però, amb una mica de cas, es pot aconseguir un Pikachu ben simpàtic. És molt bo a les batalles, sobretot contra tipus Elèctric, Volador o Acer.

### Pedres evolució
Pikachu evoluciona a Raichu amb una Pedra Tro, excepte a Pokémon Groc, on no pot evolucionar.

### Ou
Pichu només es pot obtenir fent un ou d'en Pikachu (i algun altre Pokémon del mateix grup), des de les versions Pokémon Gold i Plata.

### En videojocs
Pikachu és l'únic Pokémon que ha sortit, fins ara, a tots els videojocs, i és gairebé segur que ho serà contínuament. A cada videojoc es troba a un lloc diferent, com a Gold i Plata, a la Ruta 2. A Pokémon Groc estàs obligat a començar amb un Pikachu, per tant, és impossible trobar-lo per algun lloc. A Cristall, es pot aconseguir, a part de la Ruta 2, al Casino de la Ciutat Blavona, per 2.222 fitxes. A Pokémon XD i Colosseum hi surt, però no és possible obtenir-lo.

### En l'anime
Els entrenadors principiants de la regió Kanto tradicionalment escullen a Charmander, Bulbasaur o Squirtle com un Pokémon 'inicial'. Així i tot, el protagonista Ash Ketchum, un habitant de Poble Paleta (Pallet Town), arribà tard al laboratori del professor Oak (ja que es quedà adormit en estar fantasiant amb el que seria el seu futur com a entrenador). Els tradicionals tres Pokémon inicials ja havien estat triats per altres tres nous entrenadors, i Ash obtingué un Pikachu en el seu lloc. Al començament, Pikachu ignorava olímpicament les peticions de l'Ash, electrocutant-lo freqüentement i refusant ser confiat al mètode convencional de transport dels Pokémon, una Poké Ball. Així i tot, al primer episodi, Ash es posà a si mateix en perill per defensar a en Pikachu d'una bandada de Spearow salvatges, llavors dugué al ratolí elèctric a un Centre Pokémon (emportant-se la bicicleta de la Misty per a fer-ho). Per mitjà d'aquestes demostracions de respecte i compromís incondicional al seu Pokémon, Pikachu començà a sentir apreciació per Ash, i la seva amistad es formà.
El llaç entre Ash i Pikachu és un motiu destacat en la sèrie i inviolable en els termes de l'esperit de la sèrie. Pikachu és l'únic Pokémon a l'equip d'Ash que ha estat amb ell en cada episodi, pel·lícula i especial de TV.
Molts altres Pikachu han aparegut a l'anime.

### Més
Pikachu és la mascota de l'equip japonès el 2014 al mundial del Brasil fent honor a la fama de Pokémon.

## Raichu
Raichu és una de les espècies que apareixen a la franquícia Pokémon. És especialment famós per ser la forma evolucionada de Pikachu, el Pokémon més cèlebre.

### Etimologia
El nom Raichu és una mescla dels mots japonesos 雷 rai ('tro') i ちゅうちゅう chuchu (l'onomatopeia que representa el so d'un ratolí).

### Morfologia
Raichu és una mena de ratolí groguenc amb una llarga cua en forma de llampec. Tot i que habitualment és bípede, pot córrer ràpidament a quatre potes. Té dues línies marrons a l'esquena. Genera energia elèctrica per mitjà de les seves galtes.
La seva cua serveix com a presa de terra per no ferir-se amb la seva pròpia electricitat. Si, malgrat la cua, s'acumula molta electricitat dins el seu cos, Raichu brilla a l'obscuritat. Si, en canvi, Raichu s'està quedant sense energia, és capaç d'utilitzar la seva cua per a capturar energia de l'atmosfera. Un Raichu carregat al màxim pot llançar descàrregues de fins a 100.000 volts.

### En els videojocs
Raichu no és un Pokémon fàcil de trobar. A Pokémon Blau se'l pot trobar a la Power Plant i a la Cerulean Cave, mentre que a Pokémon Vermell només se'l pot capturar a la Cerulean Cave. A la resta de jocs, és impossible trobar un Raichu salvatge; és necessari intercanviar-lo amb algú altre o fer evolucionar un Pikachu amb una Thunderstone.
Les seves estadístiques ofensives són bones i també ho és la seva velocitat. El seu repertori d'atacs, tanmateix, és bastant limitat, per la qual cosa Raichu sol ser usat com un atacant elèctric - alguns atacs seus com Thunderbolt o Thunder poden causar enormes quantitats de danys. Depenent de quin Pikachu hagi evolucionat, és possible que Raichu pugui conèixer l'atac de tipus aigua Surf. Altrament, Raichu és un Pokémon feble contra els Pokémon resistents a l'electricitat i contra els Pokémon amb una defensa especial bastant alta.

### A l'anime
L'aparició més destacada de Raichu a Pokémon és com a Pokémon principal del Líder de Gimnàs Lt. Surge, de Vermillion City. Tant en Surge com el seu Raichu són molt arrogants, i aconsegueixen derrotar fàcilment Ash Ketchum i el seu Pikachu. Tanmateix, Ash torna a reptar el Lt. Surge i aquesta vegada el derrota amb una gran estratègia basada en la velocitat superior de Pikachu.
Al curtmetratge Pikachu's Vacation, Raichu és un dels quatre Pokémon (juntament amb Marill, Cubone i Snubbull) que busquen problemes amb el Pikachu d'Ash.
A l'episodi Lights, Camera, Quacktion!, una noia que es diu Katrina fa servir el seu Raichu en una pel·lícula titulada "Pokémon in Love".